# Theretra boisduvalii
Theretra boisduvalii är en fjärilsart som beskrevs av Bugn. 1839. Theretra boisduvalii ingår i släktet Theretra och familjen svärmare. Inga underarter finns listade i Catalogue of Life.

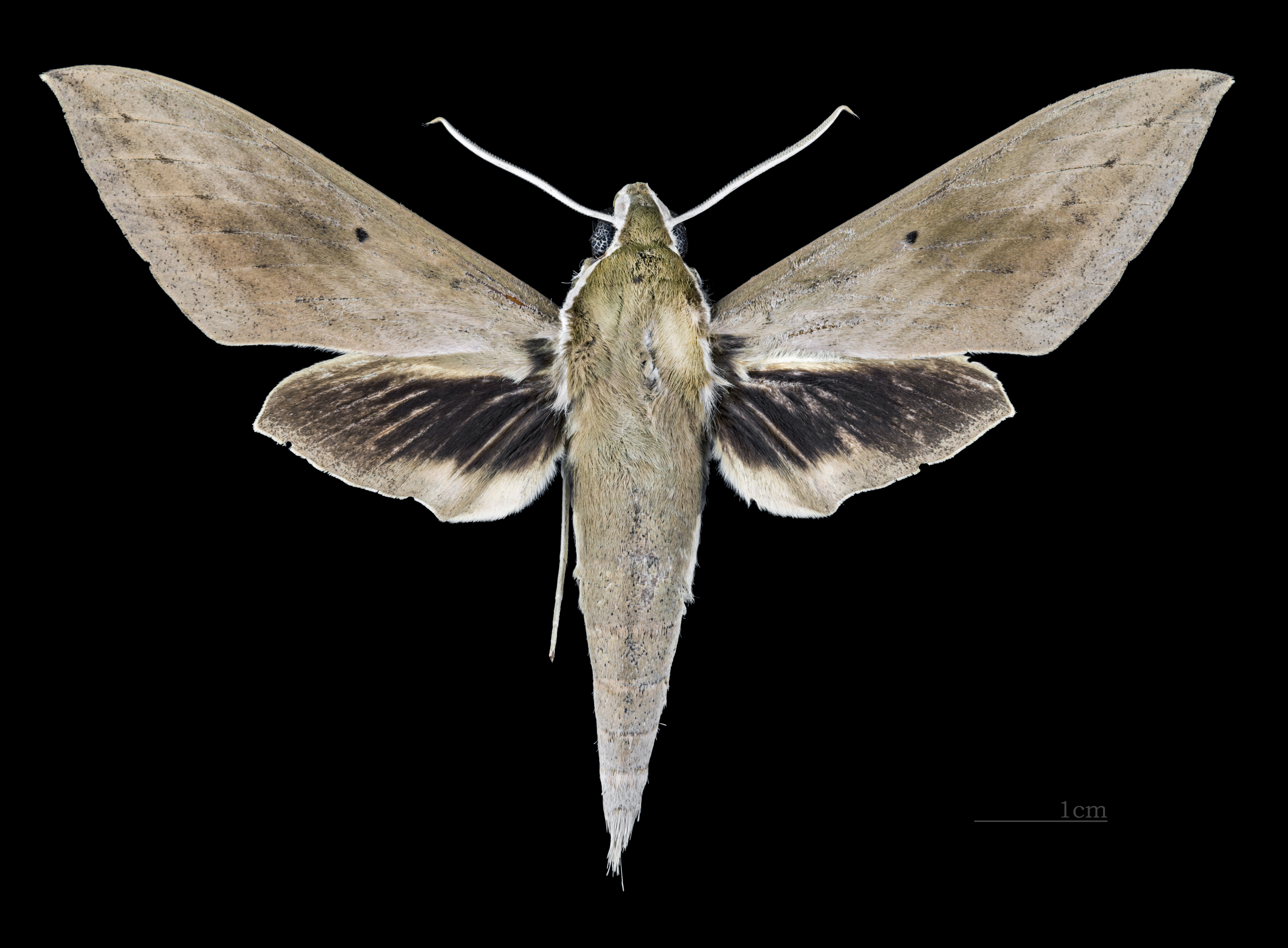
♂
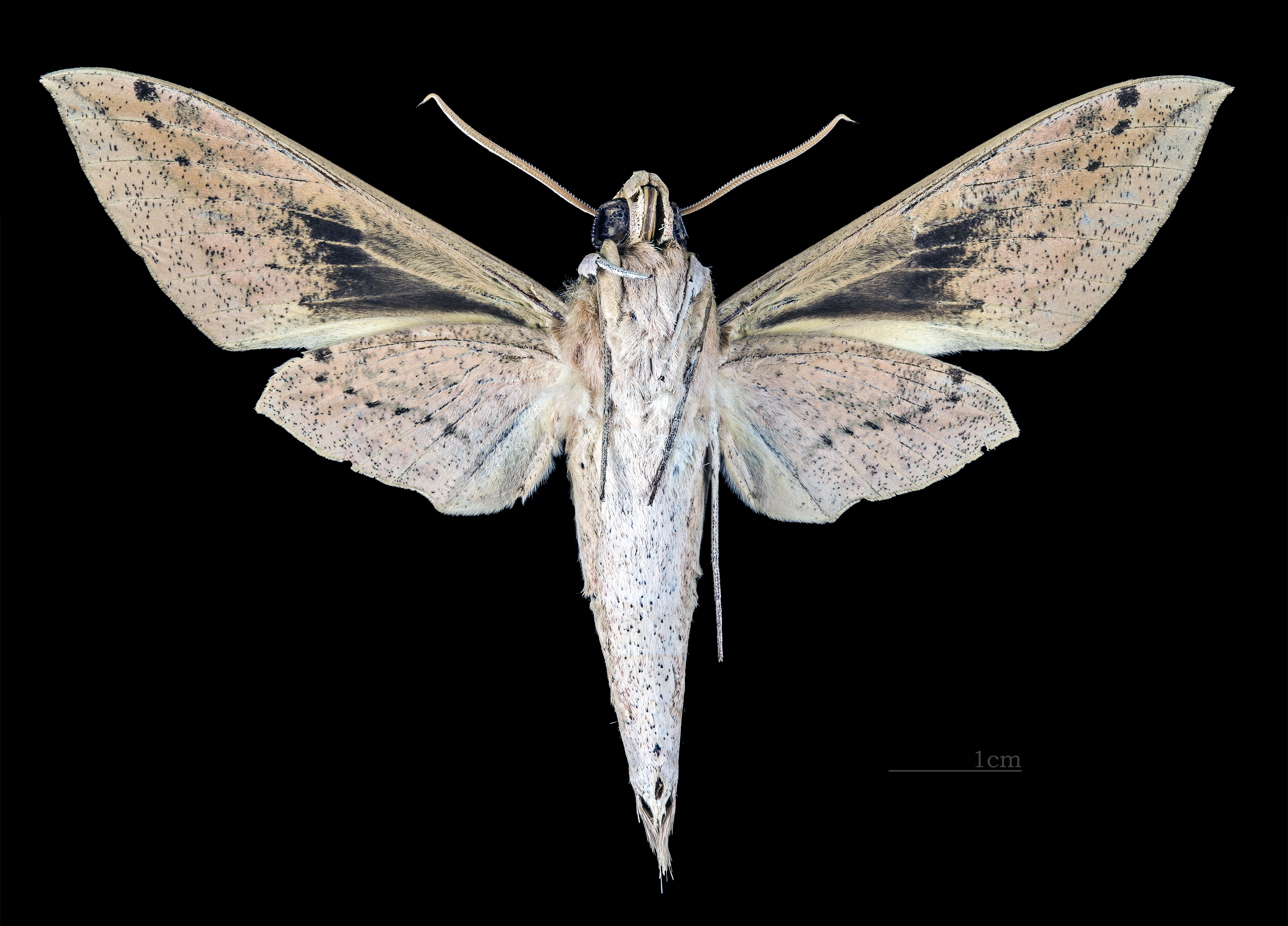
♂ △
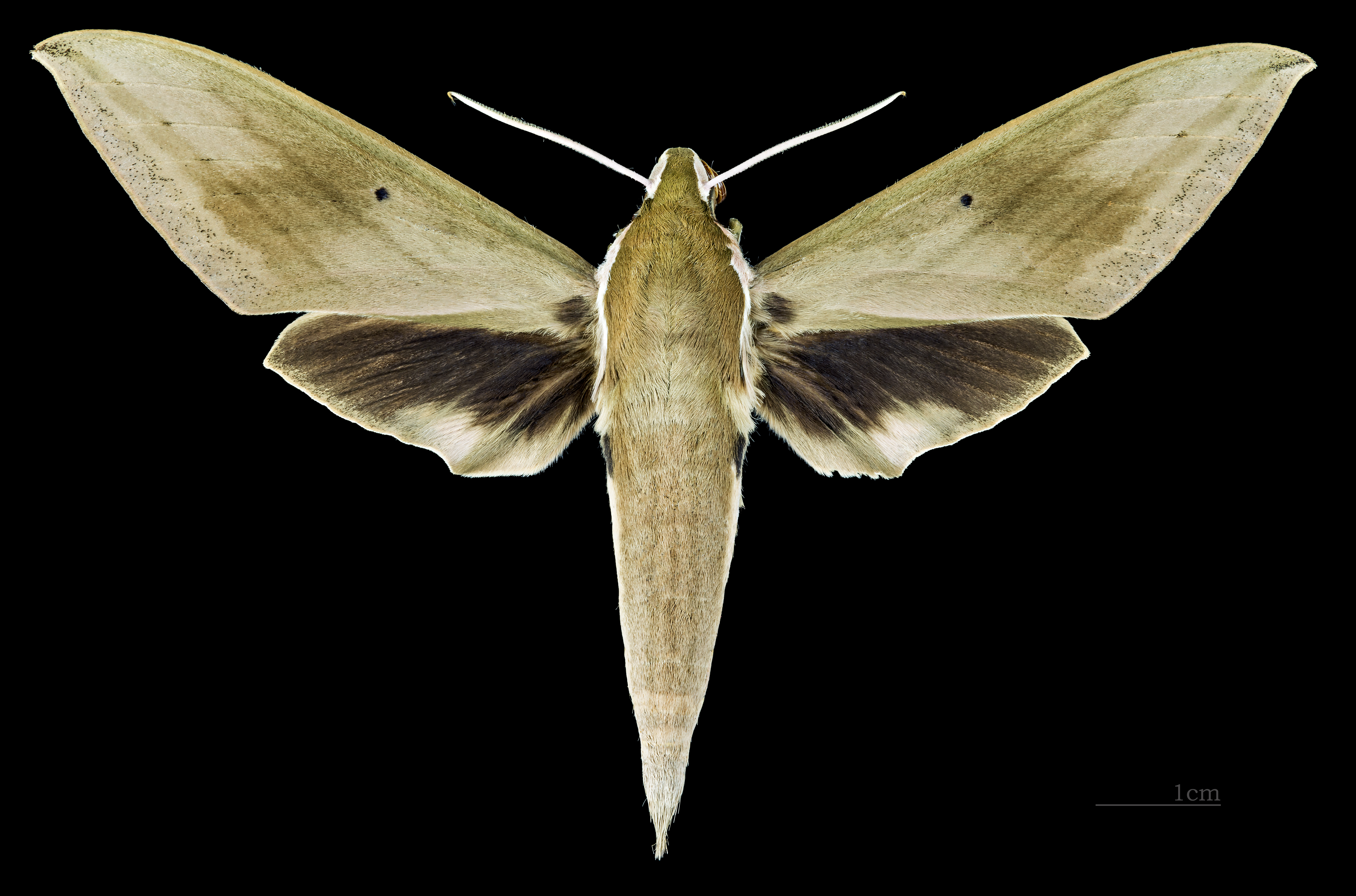
♀
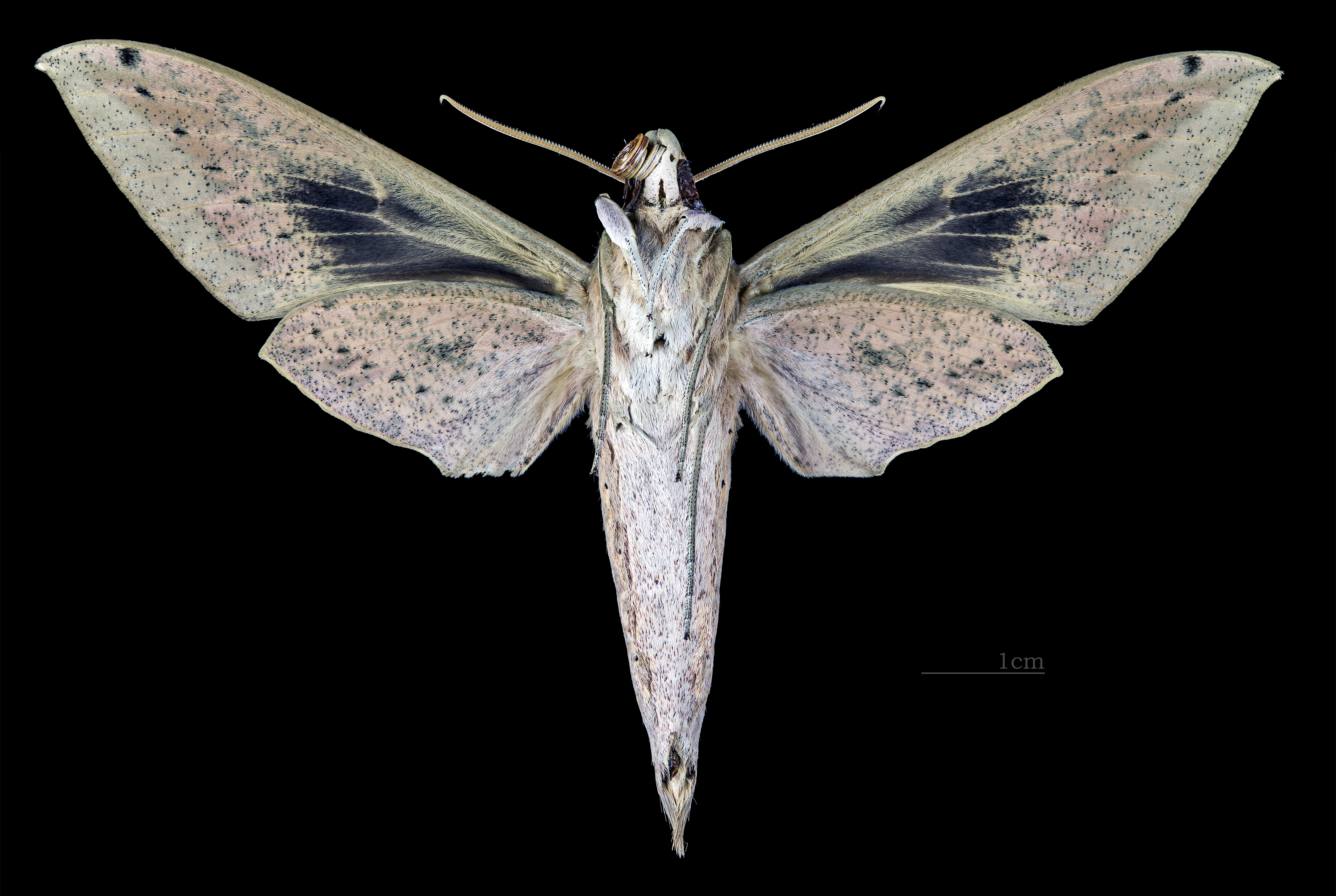
♀ △